# Momo og tidstyvene
Momo og tidstyvene er en eventyrroman og børnebog af Michael Ende, der også har skrevet Den uendelige historie. 
Bogen indledes med den poetiske sætning “Fordi tid er liv, og livet bor i hjertet."
En dag dukker pigen Momo op i et gammelt amfiteater. Ingen ved, hvor hun kommer fra, og selv kan hun ikke fortælle så meget. Hun kender ikke engang sin egen alder.
Hverken Momos alder eller byens tidsregning er således angivet i bogen.
Momo er en speciel pige. Hun går klædt i en slidt, gammel frakke og har en særlig evne for at lytte. På næsten magisk vis kan hun få mennesker til at tale direkte fra hjertet.
En dag dukker tidstyvene op i byen. I ført askegrå jakkesæt - uophørligt rygende på grå cigarer -forleder de folk til at tro, at man kan spare overskydende tid op hos dem.
Det er noget, der taler til folk. Nu skal der effektiviseres. Det gælder om at have tid i overskud, som kan sættes i de grå mænds tidsbank. 
Momo undrer sig over, hvad der foregår og hvorfor menneskene omkring hende forandrer sig. Snart møder hun den gådefulde skildpadde Cassiopeia, som kommunikerer med lysende skrift på sit skjold. 
Sammen forsøger de nu at løse mysteriet om de grå mænds tidstyveri. Og det går op for Momo, at menneskenes stjålne tidsblomster skal tilbage, før de går tabt for altid. 